# Thesaurus Dracularum
Thesaurus Dracularum (abreviado Thes. Dracul.) es un libro con ilustraciones y descripciones botánicas que fue escrito por el botánico estadounidense Carlyle A. Luer y publicado en 1988.